# Énergie solaire au Brésil

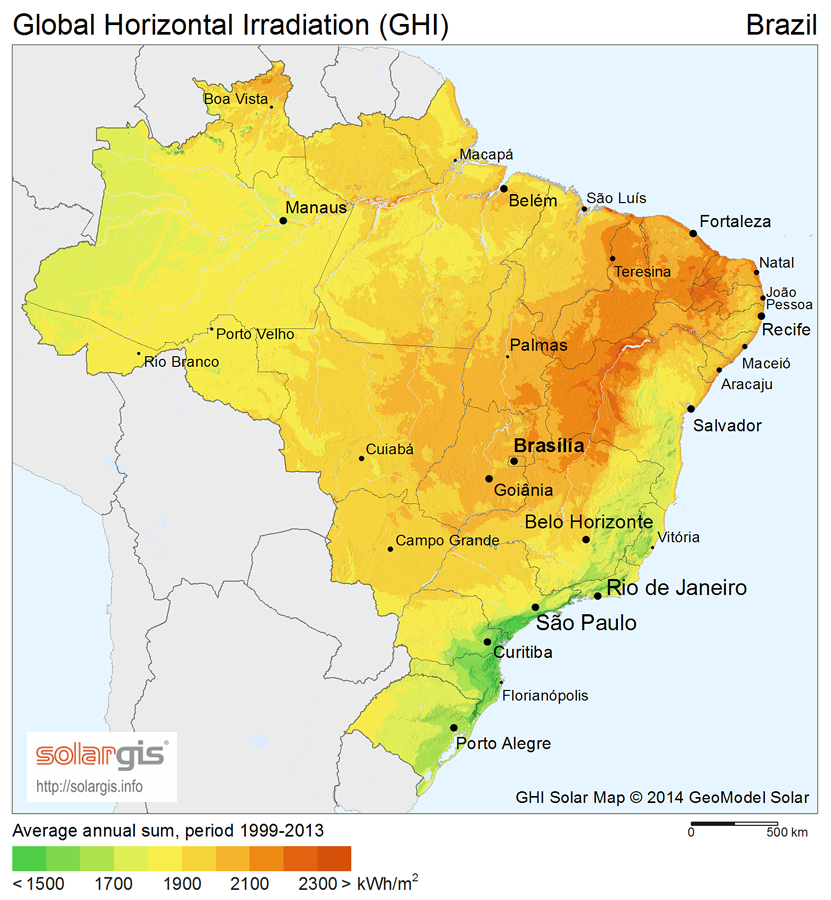
Carte du potentiel solaire au Brésil

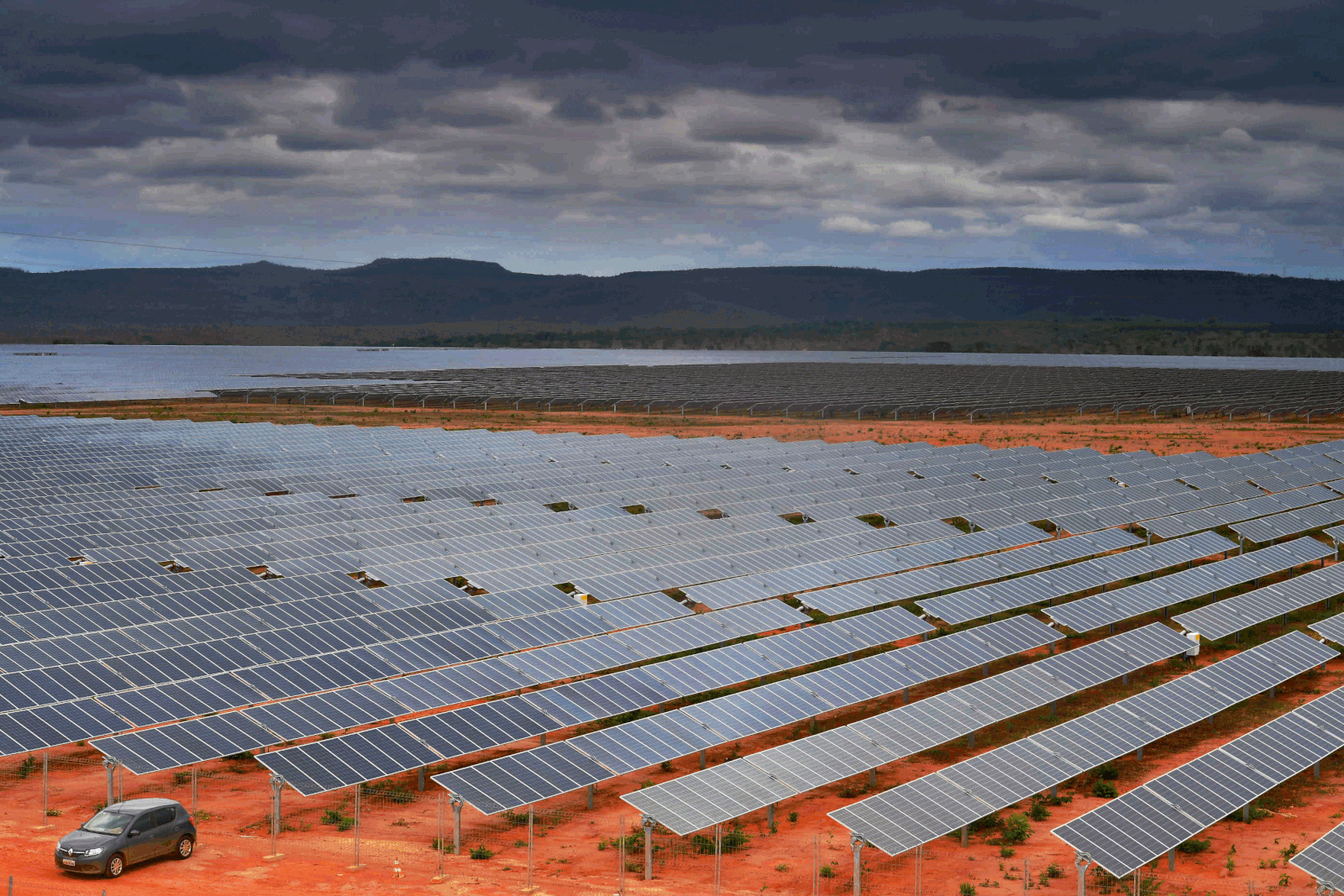
Complexe solaire de Pirapora, le plus grand du Brésil et d'Amérique latine avec 321 MWc.

L'énergie solaire au Brésil est un secteur en développement. L'énergie solaire a un grand potentiel au Brésil, le pays présentant l'un des plus hauts niveaux d'irradiation solaire au monde.
La filière solaire thermique brésilienne se situe en 2020 au 5e rang mondial pour sa production de chaleur d’origine solaire.
L'énergie photovoltaïque a produit 9,6 % de l'électricité du pays en 2024 et progresse très rapidement depuis 2017. Le Brésil se classe en 2024 au 6e rang mondial avec 3,4 % de la production solaire mondiale. L'Agence internationale de l'énergie (AIE) estime la pénétration théorique du photovoltaïque à 14 % au Brésil au 31/12/2024, au même niveau que l'Union européenne.
Des appels d'offres ont sélectionné à partir de 2017 et 2018 de nombreux projets à des prix très compétitifs. En 2024, le Brésil a installé 14,3 GWc (6e marché mondial), atteignant une puissance installée de 52,1 GWc fin 2024, soit 2,3 % du total mondial, au 6e rang mondial.

## Potentiel solaire
L'énergie solaire a un grand potentiel au Brésil, le pays présentant l'un des plus hauts niveaux d'irradiation solaire au monde, de 4,25 à 6,5 heures de soleil/jour.
Selon le Solar and Wind Energy Resource Assessment (SWERA) financé par les Nations unies, le potentiel solaire brésilien (1500-2 500 kWh/m2) est supérieur à celui des pays européens : Allemagne (900-1 250 kWh/m2), France (900-1 650 kWh/m2) et Espagne (1200-1 850 kWh/m2) ; le meilleur potentiel réside dans les régions semi-arides du nord-est.

## Solaire thermique
Le Brésil se situe au 5e rang mondial des pays producteurs de chaleur d’origine solaire : fin 2020, la puissance installée cumulée des capteurs solaires thermiques au Brésil atteignait 13 108 MWth, soit 18,7 Mm2 (millions de m²) de capteurs, soit 2,6 % du total mondial, loin derrière la Chine (72,8 %), suivie par la Turquie et les États-Unis (3,7 % chacun) et l'Allemagne (2,8 %). En 2020, le Brésil a installé 992 MWth (4e marché de l'année). La puissance solaire thermique par habitant se situait seulement au 31e rang mondial avec 37 Wth, loin derrière Chypre (460 Wth) et l'Autriche (370 Wth).

## Photovoltaïque

### Production d'électricité
L'Energy Institute estime la production d'électricité solaire du Brésil en 2024 à 71,3 TWh, plaçant le Brésil au 6e rang mondial avec 3,4 % du total mondial, derrière la Chine (39,7 %), les États-Unis (14,5 %), l'Inde (6,5 %), le Japon (4,6 %) et l'Allemagne (3,5 %). La part du solaire dans la production d'électricité du pays atteint 9,6 %.
En 2023, selon l'Agence internationale de l'énergie, la production d'électricité solaire du Brésil atteignait 50 632 GWh, en progression de 68 %, soit 7,2 % de la production d'électricité du pays.
L'Agence internationale de l'énergie (AIE) estime la pénétration théorique du photovoltaïque à 14 % au Brésil au 31/12/2024, sur la base de la puissance installée (14 % dans l'Union européenne, 13,1 % en Chine, 7,9 % aux États-Unis, 7,3 % en France).
| Année | Production (GWh) | Accroissement | Part prod.élec. |
| 2013  | 5                |               | 0,001 %         |
| 2014  | 16               | +220 %        | 0,003 %         |
| 2015  | 59               | +270 %        | 0,010 %         |
| 2016  | 85               | +44 %         | 0,015 %         |
| 2017  | 832              | +879 %        | 0,14 %          |
| 2018  | 3 461            | +316 %        | 0,6 %           |
| 2019  | 6 654            | +92 %         | 1,1 %           |
| 2020  | 10 748           | +62 %         | 1,7 %           |
| 2021  | 16 752           | +56 %         | 2,55 %          |
| 2022  | 30 126           | +80 %         | 4,45 %          |
| 2023  | 50 632           | +68 %         | 7,2 %           |
| 2024  | 71 300           | +41 %         | 9,6 %           |

### Puissance installée
Le Brésil a installé 14,3 GWc en 2024, soit 2,4 % du marché mondial de l'année, au 6e rang des marchés photovoltaïques de 2024, portant la puissance installée du photovoltaïque brésilien à 52,1 GWc, soit 2,3 % du total mondial, au 6e rang mondial.
En 2023, le Brésil a installé 11,9 GWc, soit 2,9 % du marché mondial de l'année, au 5e rang des marchés photovoltaïques de 2023, portant la puissance installée du photovoltaïque brésilien à 35,5 GWc, soit 2,2 % du total mondial, au 7e rang mondial.
En 2022, le Brésil a installé 9,9 GWc, soit 4,1 % du marché mondial de l'année, au 4e rang des marchés photovoltaïques de 2022, portant la puissance installée du photovoltaïque brésilien à 23,6 GWc, soit 2,0 % du total mondial, au 10e rang mondial.
Le graphique qui aurait dû être présenté ici ne peut pas être affiché car il utilise l'ancienne extension Graph, désactivée pour des questions de sécurité. Des indications pour créer un nouveau graphique avec la nouvelle extension Chart sont disponibles ici.

Évolution de la puissance installée solaire photovoltaïque au Brésil
| Année         | Photovoltaïque (MWc) |       |
| Installations | Cumul                |       |
| ------------- | -------------------- | ----- |
| 2011          |                      | 5     |
| 2012          |                      | 17    |
| 2015          |                      | 69    |
| 2016          | 31                   | 100   |
| 2017          | 1055                 | 1147  |
| 2018          | 400                  | 1600  |
| 2019          | 2000                 | 3600  |
| 2020          | 3900                 | 7500  |
| 2021          | 5500                 | 13000 |
| 2022          | 10850                | 23854 |
| 2023          | 11900                | 35500 |
| 2024          | 14300                | 52100 |

Le Brésil a installé 5,5 GWc en 2021, se classant au 5e rang des marchés photovoltaïques de l'année.
La puissance installée du photovoltaïque brésilien atteint 7,5 GWc fin 2020 et 23,85 GWc à la fin de 2022.
En 2020, le Brésil était le 14e pays au monde en termes de puissance solaire installée (7,88 GW) selon l'Agence internationale pour les énergies renouvelables et le 9e pays au monde en termes d'installations au cours de l'année (3,1 GW) selon l'Agence internationale de l'énergie.
Le Brésil a installé 2,0 GWc en 2019 (2e marché des Amériques après les États-Unis : 13,3 GWc) ; sa puissance installée atteint 3,6 GWc fin 2019.
En 2018, le Brésil a installé 400 MWc après 1 GWc en 2017 ; sa puissance installée atteint 1,6 GWc fin 2018.
Selon SolarPower Europe, la puissance installée s'élevait à 1 147 MWc en 2017 et pourrait atteindre 8,4 GWc en 2022. Les nouvelles installations de 2017 comprenaient 935 MWc de systèmes centralisés (> 5 MW) et 120 MWc de systèmes distribués (< 5 MW). Brazilian Photovoltaic Solar Energy Association (ABSOLAR) prévoit 1 250 MWc d'installations en 2018, dont 1 100 MWc de systèmes centralisés et 150 MWc de systèmes distribués. Le Brazilian Energy Research Office (EPE) prévoit qu'en 2026 la puissance installée atteindra 13,3 à 16,8 GWc. L'appel d'offres organisé à la fin de 2017 a produit un prix moyen de 44,3 US$/MWh, inférieur à ceux des autres énergies, et l'appel d'offres d'avril 2018 a atteint 35,25 US$/MWh.

### Histoire
La première ferme solaire commerciale du Brésil a été inaugurée en août 2011 à Tauá, avec une puissance de 1 MWc.
Le 31 octobre 2014, les résultats du premier appel d'offres solaire sont divulgués, retenant 31 projets de centrales totalisant une puissance de 1 048 MWc, alors que le pays n'avait jusqu'ici que quelque 50 MWc installés. Le coût moyen est de 215 réals/MWh sans subvention, soit environ 67 €/MWh, l’un des plus bas du monde. Le prix plafond de l'appel d'offres était pourtant largement supérieur, à 262 réals/MWh (82 €/MWh). Les analystes de Bloomberg New Energy Finance estiment que le prix actualisé (LCOE) du kWh solaire se situe aujourd'hui au Brésil à 235,5 réals/MWh (73,7 €/MWh). Les candidats à l'appel d'offres ont probablement parié sur de futures baisses des prix afin de proposer de meilleures offres. Les centrales ne seront en effet mises en service qu'en octobre 2017. Le Brésil prévoit d'avoir 3,5 GWc raccordés au réseau en 2023, produisant 1,8 % de l'électricité du pays. Son potentiel est cependant bien plus important et des dizaines de gigawatts-crête pourraient être installés d'ici une douzaine d'années. Les prix de l'électricité photovoltaïque y sont désormais moins chers que ceux des nouvelles centrales à gaz ou à charbon.
Fin 2015, la puissance installée était estimée à environ 69 MWc, générant moins de 0,01 % de la demande d'électricité du pays. Des changements en faveur du net metering pour les petites installations solaires ont été annoncés en novembre 2015, bien qu'il n'y avait que 1300 systèmes connectés au réseau à l'époque. Le Brésil s'attend à avoir 1,2 million de systèmes en 2024.
En 2016, une usine, propriété de Canadian Solar, d'une capacité de 400 MWc de panneaux solaires par an, a ouvert à Sorocaba, à Sao Paulo. Le fabricant chinois Chint a annoncé en 2017 l'ouverture d'une usine de panneaux PV au Rio Grande do Norte[réf. nécessaire].
En 2016, la production d'électricité photovoltaïque a progressé de 332 %. En juin 2017, la puissance installée photovoltaïque atteignait 273 MW contre 1 MW cinq ans avant ; 530 MW supplémentaires sont attendus pour entrer en service d'ici fin 2017 et 1 340 MW en 2018 ; le gouvernement prévoit d'atteindre 8 000 MW installés en 2024. En juin 2017, Enel Green Power Brasil inaugurait le complexe solaire de Lapa, dans l'État de Bahia, composé de deux parcs totalisant 158 MW ; en septembre 2017, elle a inauguré les parcs solaires d'Ituverava (254 MW) dans l'État de Bahia et de Nova Olinda (292 MW), dans l'État de Piauí.
En 2017 la situation a fortement évolué avec la mise en service de trois fermes solaires : la ferme Nova Olinda de 292 MW à Ribeira do Piauí (Piauí), celle d'Ituverava de 254 MW à Tabocas do Brejo Velho (Bahia) et le parc solaire de Lapa de 158 MW à Bom Jesus da Lapa (Bahia). Ces installations se classent parmi les plus grandes installations du monde. L'installation d'un total de 1 000 MW est prévue pour 2017. Des appels d'offres pour 2 000 MW supplémentaires doivent être attribués dans les années à venir,.
EDF Énergies Nouvelles installe à Pirapora, à 300 km de Belo Horizonte, le plus grand parc solaire d'Amérique Latine, sur 800 hectares ; sur ses 400 MW prévus, 350 MW ont déjà été mis en service en novembre 2017.